# Victor Vasarely

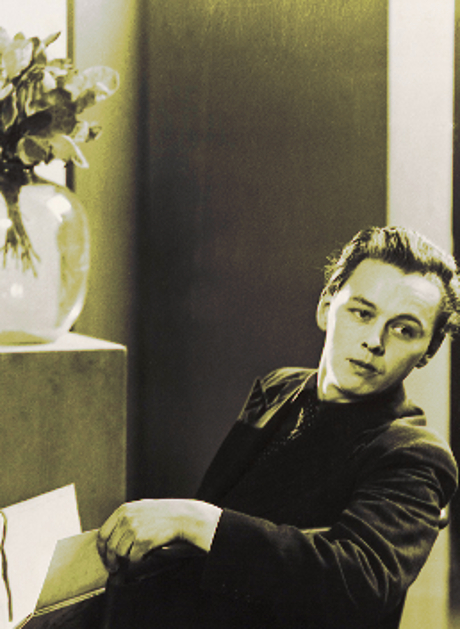
Victor Vasarely

Victor Vasarely (ungarisch: Vásárhelyi Győző; * 9. April 1906 in Pécs; † 15. März 1997 in Paris) war ein französischer Maler und Grafiker ungarischer Abstammung. Er zählt zu den Mitbegründern der künstlerischen Richtung Op-Art.

## Leben
Victor Vasarely studierte in Budapest an der privaten freien Akademie des Malers Artúr Podolini-Volkmann. Später besuchte er die von Sándor Bortnyik in der Tradition des Bauhauses geführte Schule für Werbegrafik „Mühely“ (Werkstatt).
1930 zog er nach Paris, wo er zwischen 1930 und 1940 als Werbegrafiker arbeitete und hauptsächlich Poster entwarf. Er entwickelte dabei Interesse an Trompe-l’œil (frz. „täusche das Auge“), grafischen Mustern und Illusionen des Raumes.
Ab 1944 widmete er sich ausschließlich dem Malen. In diesem Jahr stellte er das erste Mal in der Galerie Denise René in Paris aus. Hier zeigte er neben Schachbrettmustern und widerstrebenden Mustern auch figürliche Motive. Ab 1947 konzentrierte sich Vasarely auf konstruktiv geometrische, abstrakte Motive.

Logo von Renault (1972)

In den 1950er Jahren entwickelte er sein Programm einer kinetischen Kunst. In seinem Gelben Manifest (Manifest Jaune) zur Gruppenausstellung Le Mouvement bei Denise René (1955) forderte er das Kunstwerk als Prototyp – mit den Eigenschaften Wiederholbarkeit als serielle Vervielfältigbarkeit und eine über die Kunst hinausreichende Anwendbarkeit seiner Formen. Er erfüllte diese Vorgaben: Seine eigenen Bilder und Skulpturen sind jetzt gekennzeichnet durch das aggressive Zusammenspiel von standardisierten Grundformen und Farben, die auf verschiedene Arten zu Mustern zusammengesetzt werden. Seit 1961 lebte er in Annet-sur-Marne.
Victor Vasarely gewann in den Jahren 1965 und 1967 zahlreiche internationale Kunstpreise. Er war Teilnehmer der documenta 1 (1955), der documenta II (1959), der documenta III (1964) und auch der 4. documenta im Jahr 1968 in Kassel. 1972 entwickelte er ein neues Rauten-Logo im Stil des Op-Art für die Automobilfirma Renault.
Vasarely erhielt 1964 den Guggenheim-Preis in New York. Er wurde 1965 in Paris zum Ritter des Ordens für Kunst und Literatur ernannt. Weitere Preise waren: Großer Preis der VIII. Biennale von São Paulo, 1970 Ernennung zum Ritter der Ehrenlegion.
Sein Sohn Jean Pierre (1934–2002) wurde unter dem Namen Yvaral als Künstler bekannt.
Victor Vasarely starb 1997 nach einer Krebserkrankung in Paris.

## Werk
Sein erstes großes Werk Zebra gilt als das erste Werk der Op Art und Vasarely als ein Mitbegründer dieser Richtung. Das Formenvokabular seines künstlerischen Schaffens umfasst Quadrat, Raute, Dreieck, Kreis und Stabform. Dabei nutzte er konsequent kinetische Effekte und optische Phänomene.
Sein Werk ist von verschiedenen Perioden geprägt, die mitunter parallel verliefen oder sich überschnitten. Bekannte Werke stammen vor allem aus folgenden Perioden:
- Periode Noir-Blanc (1955–1963), in der er mit dem Kontrast der Farben Weiß und Schwarz spielt
- Hommage à l‘hexagone (1964–1972), in der er mit Hell-Dunkel-Effekten physikalisch nicht mögliche Perspektiven entstehen lässt.
- Universelle Strukturen – Vega (ab 1969), in der er ein regelmäßiges Gitter so verformt, dass es optisch den zweidimensionalen Raum verlässt. Je nach Lichteinstrahlung und Lichtfarbe variieren die Strukturen und Farbwirkungen.

Bedeutende Einzelwerke:
- 1957: Markeb-Neg
- 1968: Vega 200
- 1969: PAUK-SP
- 1969/1970: Pal – 5, 200 × 200 cm
- 1970: Vaar
- 1978: Gestalt-Rugó

Neben dem vielschichtigen graphischen, malerischen und skulpturalen Werken ist ein bedeutendes Anliegen von Victor Vasarely, einen Beitrag zur Gestaltung von Gebäude-Fassaden und zur Systematisierung der künstlerischen Arbeit zu leisten. Sein „Plastisches Alphabet“ ist ein geschlossener Kanon von Grundformen und  -Farben. Die Grundform ist wieder das Quadrat. Es wird mit Kreis, Ellipse, Rechteck, Raute oder Dreieck kombiniert. Zugeordnet sind sechs Grundfarben. Damit ergeben sich unendliche Kombinationsmöglichkeiten von Formen und Farben, die zu den plastischen Einheiten führen.
Unter dem Titel „Folklore Planetaire“ präsentiert Vasarely 1963 das „Plastische Alphabet“ erstmals der Öffentlichkeit. Im Pariser Musée des Arts Décoratifs, dem Museum für Kunstgewerbe, werden schnell die vielfältigen Möglichkeiten dieses Systems deutlich: Neben Gemälden und Druckgrafiken gestaltet Vasarely auch Tapeten, Stoffe oder Möbel.
Vasarely „Plastisches Alphabet“ reagiert auf den monotonen Städtebau, den tristen grauen Wohnvierteln möchte er die „Farbige Stadt“ entgegensetzen. Die „Cité polychrome“ soll sich nicht auf die Gestaltung von Fassaden beschränken, sie soll auch in der plastischen, architektonischen Gestaltung von Gebäuden und Städten einbezogen sein. In der 1976 fertiggestellten Fondation Vasarely in Aix-en-Provence kann der Künstler seine pädagogischen Vorstellungen demonstrieren.

„Die erste Tätigkeit unserer Stiftung wird darin bestehen, zu beweisen, dass die großen Baukomplexe viel schöner und wohnlicher sein könnten, wenn ästhetische Elementarregeln, Geschmack und Liebe in ihr Volumen integriert worden wären.“

Das Gebäude der Fondation ist konzipiert, Arbeitsplätze für Künstler, Architekten und Städteplaner bereitzuhalten, und bietet zugleich reichliche, monumentale Flächen zur Präsentation von Vasarelys Kunst.

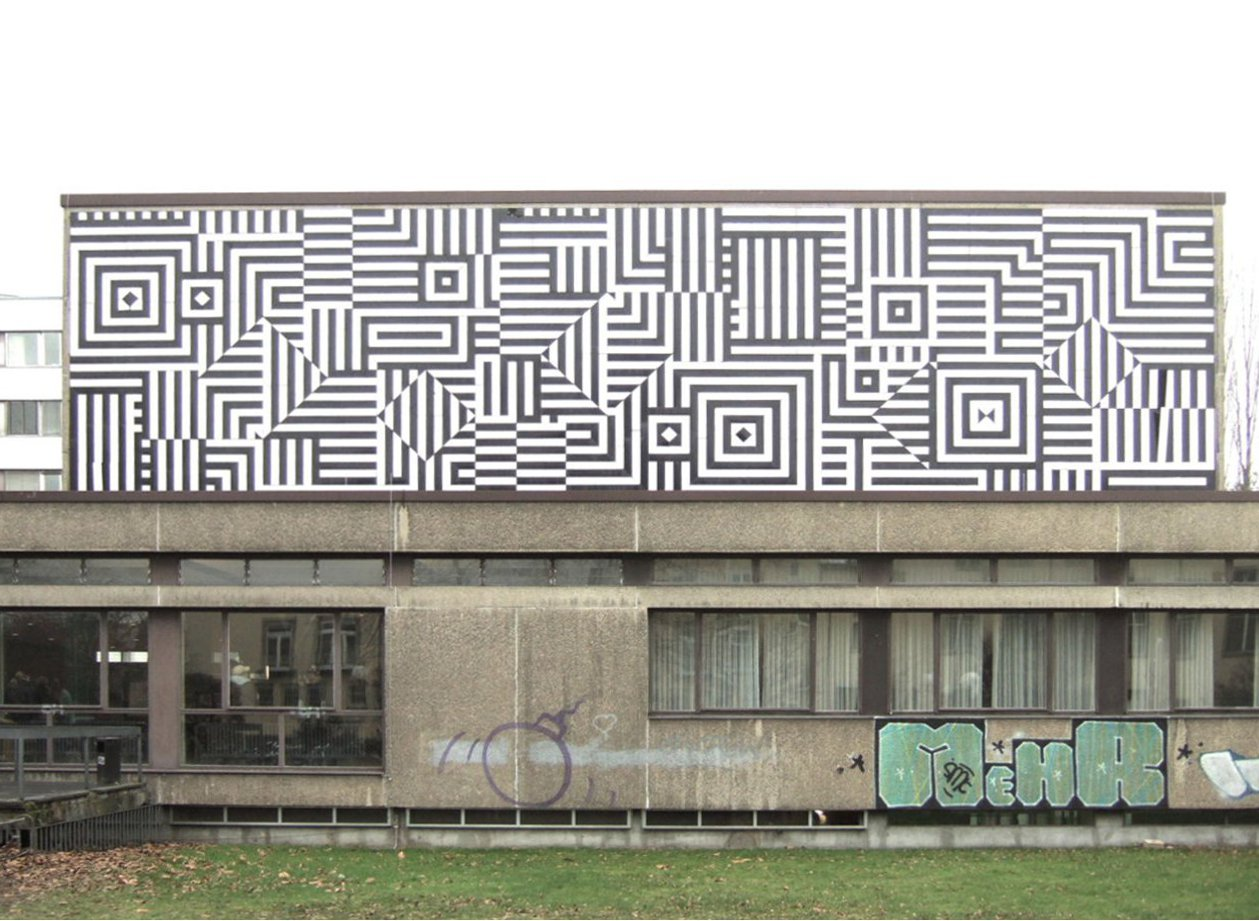
Fassade des Bonner Juridicums (Foto: 2005)
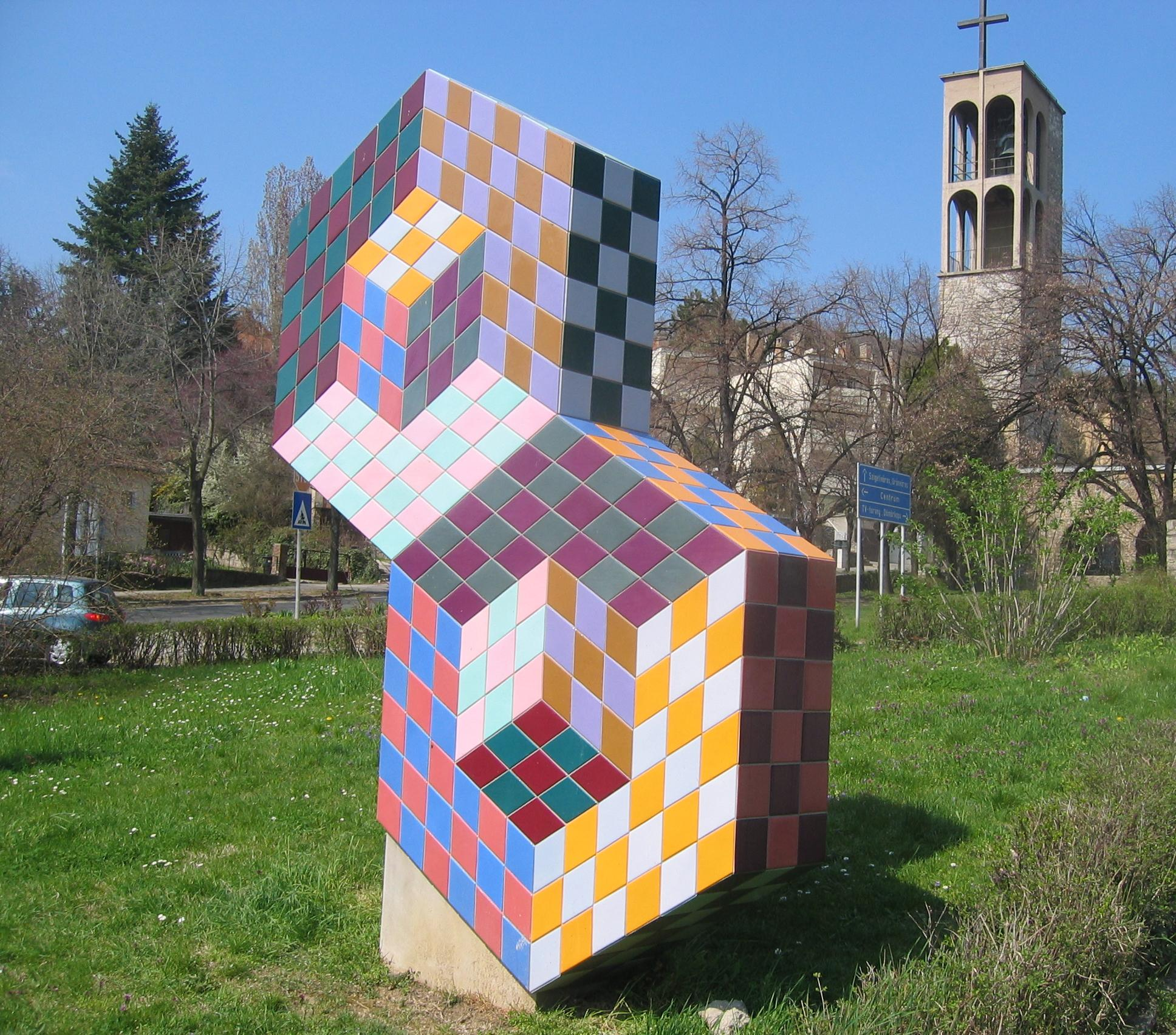
Vasarely-Skulptur in Pécs, Ungarn
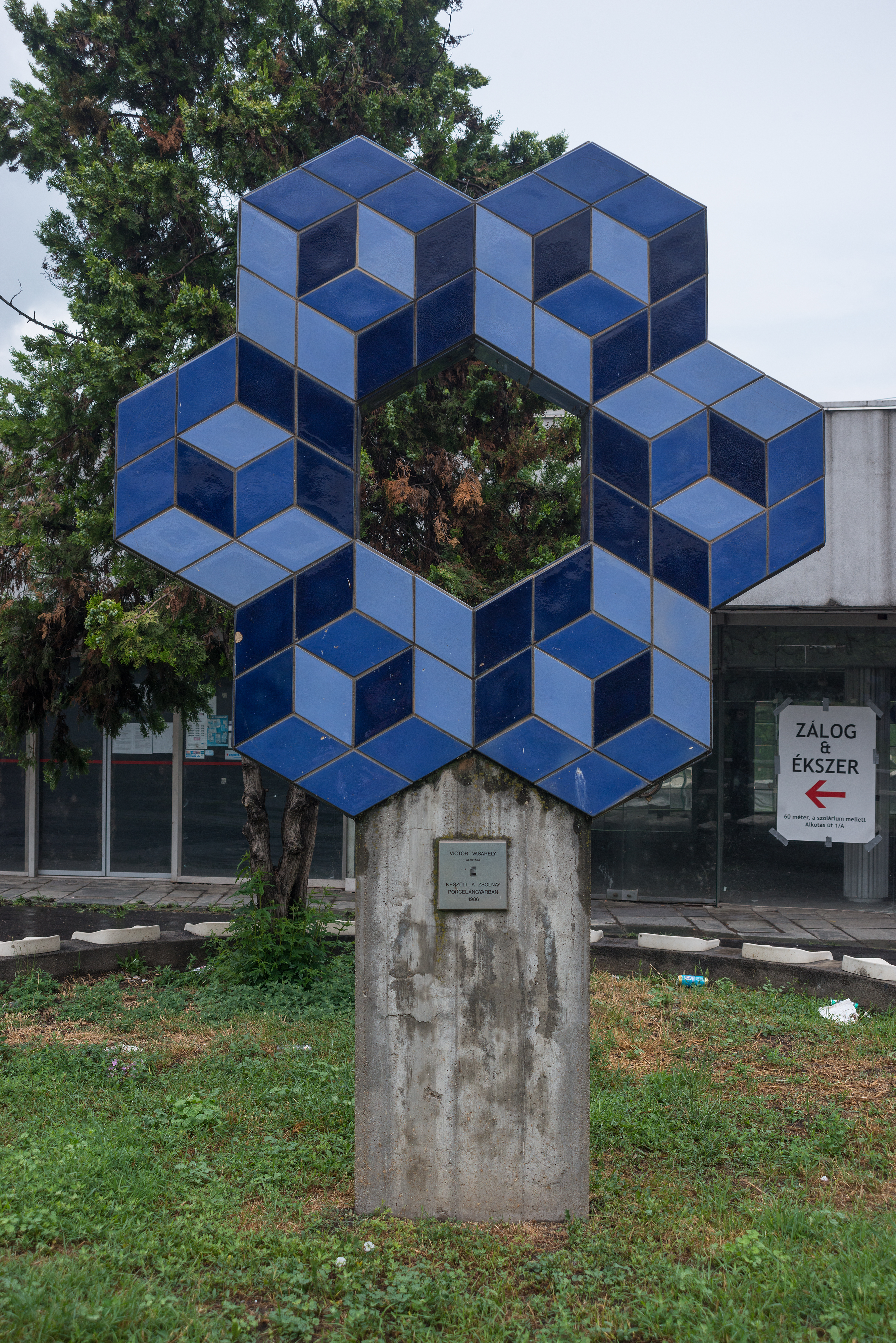
Skulptur am Südbahnhof in Budapest (Déli Pályaudvar)
Großformatiges Werk, Aix-en-Provence (1977)

## Museen und Institutionen
1970 gründete Vasarely auf dem Château de Gordes ein Museum mit seinen eigenen Arbeiten. Es wurde 1996 nach Streitigkeiten und einer Insolvenz geschlossen.
1976 entstand die Fondation Vasarely in Aix-en-Provence. Dort sind 46 Monumentalwerke sowie Werkstudien zu ihrer Entstehung ausgestellt. Die Konzepte zum „Plastischen Alphabet“ sind in 22 Schaukästen aufgezeigt.
Ebenfalls 1976 eröffnete das Vasarely-Museum in der ungarischen Stadt Pécs im Geburtshaus des Künstlers.
1978 wurde das Vasarely-Center in New York eröffnet.
1987 eröffnete das Vasarely-Museum im Schloss Zichy in Budapest.

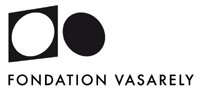
Logo der Fondation Vasarely in Aix-en-Provence
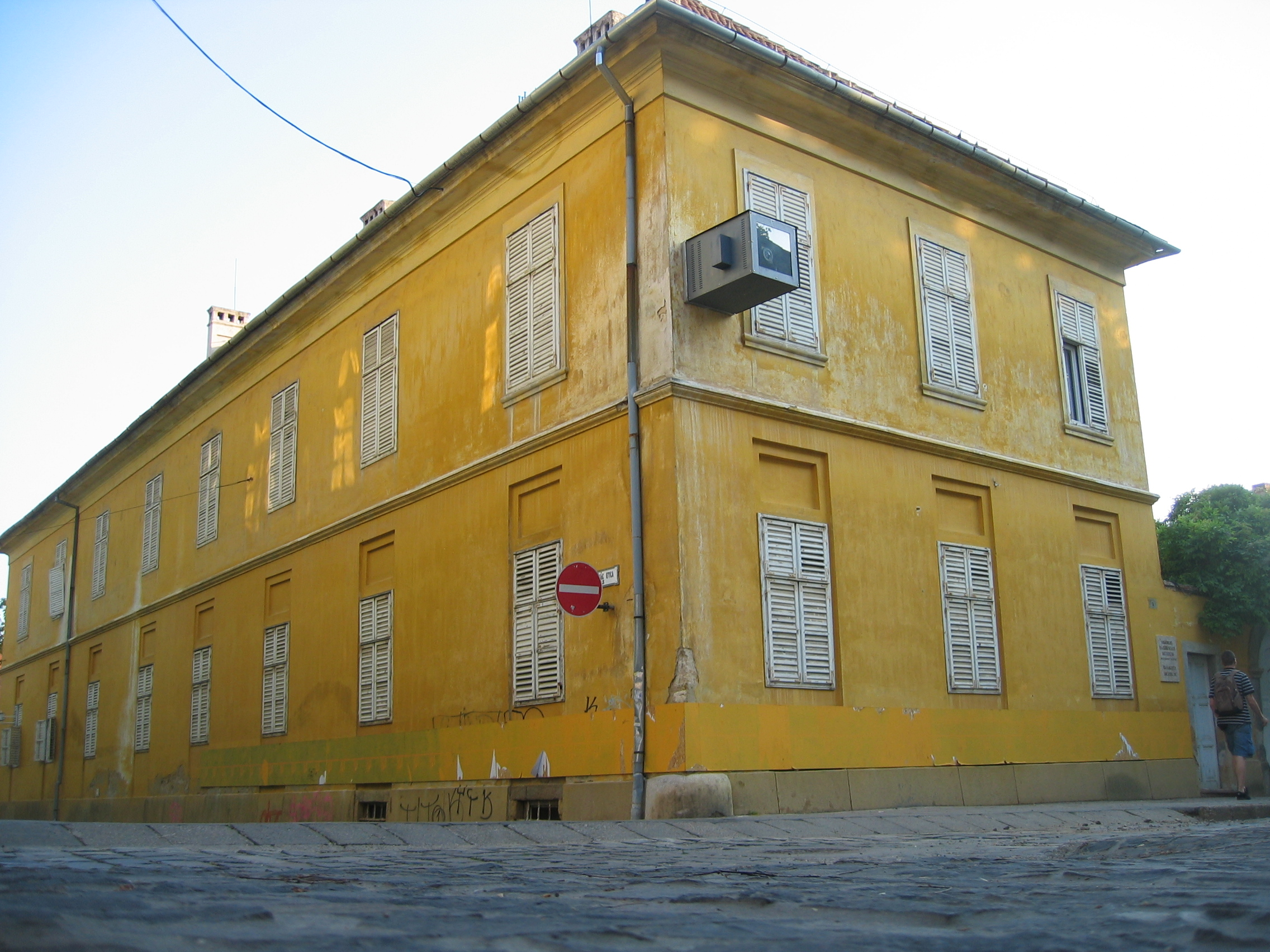
Vasarely-Museum in Pécs
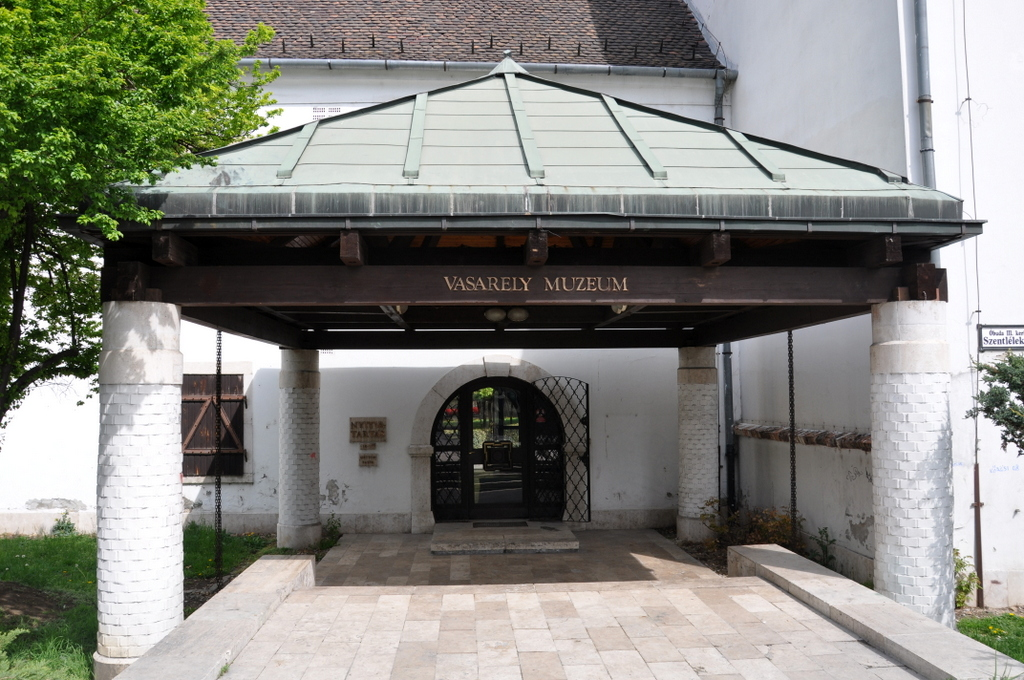
Vasarely-Museum in Budapest

## Zitate
„Es muß ein Bild gemacht werden, dem der Magier Zeit nichts mehr hinzufügen und nichts mehr wegnehmen kann.“

„Unsere Zielsetzung kann nur ästhetische Natur sein. Wir werden bestrebt sein,
1. die von uns getroffene Wahl über die Theorie der plastischen Funktionen bekannt zu geben
2. für die Anwendung des Plastischen Alphabets zu sorgen. Dieses umfaßt:
  a) formale Einheit,
  b) eine Methode auf binärer Basis,
  c) die Anwendung unserer elf Farbskalen mit 22 Nuancen, von Weiß bis Schwarz,
  d) die Auswechselbarkeit unserer Form-, Farb-Einheiten
  e) die Einprogrammierung banaler Strukturen in strenge Kompositionen,
  f) die Verwendung unserer Parameter und unserer erprobten Raster: des Schachbretts, des gleichseitigen Dreieckes, des Rhombus, des Sechsecks, des axonometrischen Sechsecks und des Achtecks; …“

„Die Kunst ist künstlich und keineswegs natürlich: Schaffen heißt nicht die Natur nachahmen, sondern ihr gleichkommen und sie sogar mittels einer Erfindung, deren unter allem Lebenden nur der Mensch fähig ist, übertreffen.“

In späteren Lebensjahren kritisierte er die Entwicklungen innerhalb der abstrakten Kunst mit den bekannten Worten:

„Die Kunst ist zum Niemandsland geworden. Jeder kann sich zum Künstler oder gar zum Genie ernennen. Jeder Farbenfleck, jeder Kritz und jeder Kratz kann zum Kunstwerk im Namen des heiligen Subjektivismus erklärt werden.“

## Ausstellungen
- 2009/2010: Victor Vasarely + 50 Jahre konstruktive Kunst in Paris, kunsthalle messmer, Riegel am Kaiserstuhl.
- 2018/2019: Victor Vasarely. Im Labyrinth der Moderne, Städel, Frankfurt am Main[7]
- 2019: Vasarely. Le Partage des Formes, Centre Pompidou, Paris[8]